# 船底顶
24°28′50″N 113°35′37″E / 24.48056°N 113.59361°E
船底顶是位于中国广东省韶关市曲江区罗坑镇与英德市交界处的山峰，因顶峰酷像船底而得名，海拨1586米。具有竹林、草地、溪流、湿地、悬崖、乱石坡等各种山区地貌景观。山峰南北两侧分属石门台自然保护区和罗坑自然保护区。
由于船底顶山势险峻、地貌复杂，成为珠三角地区户外运动爱好者常去的山峰之一。2009年被《中国国家地理》评为中国十大“非著名”山峰之一。